# Torgeir Brandtzæg
Torgeir Torbjørn Brandtzæg (* 26. Oktober 1941 in Ogndal) ist ein ehemaliger norwegischer Skispringer.
Ab 1962 gehörte Brandtzæg zum norwegischen Nationalkader. Sein erstes internationales Turnier war die Vierschanzentournee 1962/63, bei der er den 5. Platz in der Tournee-Gesamtwertung erreichte. 1963 gewann er in Kristiansand anschließend erstmals die Norwegischen Meisterschaften im Skispringen vor Torbjørn Yggeseth und Arnfinn Malm. 1964 wiederholte er diesen Erfolg in Voss vor Toralf Engan und Hans Olav Sørensen. Daraufhin gehörte er zum Aufgebot für die Olympischen Winterspiele 1964 in Innsbruck. Dort gewann er von der Normal- und der Großschanze jeweils die Bronzemedaille.
Bei der Vierschanzentournee 1964/65 konnte er nach zwei Tagessiegen in Oberstdorf und Innsbruck am Ende den 1. Platz in der Gesamtwertung erreichen und feierte so den größten Erfolg seiner Karriere. Im gleichen Jahr gewann er bei den Norwegischen Meisterschaften in Bærum noch einmal die Silbermedaille von der Normal- und die Goldmedaille von der Großschanze. Wegen eines komplizierten Beinbruchs, den er am Ende der Saison 1964/65 erlitten hatte, bestätigte er am 16. Februar 1966, dass er keinen Sport mehr ausüben werde könne.